# Elección presidencial de El Salvador de 1915
La elección presidencial de El Salvador de 1915 fue llevada a cabo el 12 de enero de 1915. Carlos Meléndez era el único candidato y ganó las elecciones.

## Proceso de Elecciones
Carlos Melendez, quien fue designado presidencial durante el gobierno de Manuel Enrique Araujo se ofreció como postulante a continuar con dicho gobierno de forma provisional. A tan solo dos años del asesinato de Enrique Araujo, Melendez fue juramentado como nuevo presidente provisional. Melendez compitirìa por el recién formado Partido Nacional Democrático rompiendo la hegemonía Liberal-Conservadora que se llevaba desde mediados del siglo XIX, dando inicio a la Dinastia Melendez-Quiñonez que duraria hasta la elección de 1927.

#### Asesinato de Enrique Araujo
Manuel Enrique Araujo, fue asesinado en La Plaza Bolivar actual Plaza Gerardo Barrios. En donde 3 campesinos de origen indígena procedieron a herirlo con arma blanca y de 3 disparos, Araujo sobrevivió al ataque donde fue tratado de emergencia en el Hospital Rosales. 
Los campesinos fueron condenados a fusilamiento, aunque el autor intelectual de los hechos nunca fue esclarecido. Aun en la actualidad sigue sin conocer quien fue el autor intelectual del hecho. 
Unos meses más tarde Araujo empeoraria su salud debido a las heridas de gravedad, en donde falleceria el 9 de febrero de 1913. Tras su atentado el vicepresidente en funciones Onofre Durán le tocaba como dicta la constitución seguir en funciones presidenciales, Durán rechazó la propuesta. 